# Makfalvi Zoltán
Makfalvi Zoltán (Kolozsvár, 1936. augusztus 10. – Csíkszereda, 2015. március 12.) romániai magyar geológus, hidrológus, szakíró.

## Élete és munkássága
Az általános iskolát Bánffyhunyadon, a középiskolát szülővárosában végezte 1953-ban, majd 1957-ben a Bolyai Tudományegyetemen geológia-földrajz szakos diplomát szerzett. 1958 és 1963 között tanárként dolgozott Kide, Jegenye és Egeres községekben. 1964-ben Nagybányán a Szamos-Körös Vízügyi Igazgatóságnál meteorológus lett, majd 1965–68 között Borsabányán volt geológus. Ezt követően Csíkszeredában a Hargita Bányavállalatnál, majd ugyanott a Megyei Vízügyi Hivatalnál volt hidrológus 1969–84-ben. Ezután a Hargita Megyei Geológiai Inspektorátuson dolgozott.
Első írását a nagybányai Bányavidéki Fáklya közölte 1964-ben. A Csíkszeredában 1973-ban megjelent Hargita megye útikönyve szerkesztője és társszerzője. Cikkei jelentek meg az ásványvizekről, hévizekről, gázömlésekről, gyógyvizekről és gyógylápokról a Korunkban, illetve az Aluta és az Acta Hargitensia köteteiben. Beder Tiborral közös Forráskalauz címet viselő cikksorozatát a Hargita Kalendárium adta közre 1982–84-ben. A Péter Elekkel közösen írt Gázömlések a Kelemen-Görgényi-Hargita hegyvonulat vulkáni övezetében című tanulmánya a Nemzetközi Gyógyvíztechnikai Társaság (SITH) XVIII. kongresszusának 1982-es balatonfüredi kiadványában olvasható.